# Den grimme ælling (film fra 1985)
 For alternative betydninger, se Den grimme ælling (flertydig). (Se også artikler, som begynder med Den grimme ælling)
Den grimme ælling er en dansk kortfilm fra 1985 instrueret af Vladimir Oravsky efter eget manuskript.

## Handling
To bankrøvere lykkes med et frækt banktyveri. Komplikationer opstår under flugten med pengene, som til sidst ender hos en gadesmart lirekassemand.

## Medvirkende
- Holger Boland
- Steen Springborg
- Morten Lorentzen
- Bernard Brasso
- Peter Frederiksen